# 武田定清
武田 定清（たけだ さだきよ）は、江戸時代前期から中期にかけての弘前藩士。通称は源左衛門。

## 経歴
櫛引建貞の子として誕生。初名・櫛引孫次郎。
寛文2年（1662年）、10歳で家督を継いで100石を与えられ、元服後に小姓組に配属された。経済や算術の知識に秀でており、延宝2年（1674年）、藩主津軽信政から岩木川の堀替え工事の責任者に抜擢されて改修に成功し、続く外ヶ浜の新田開発にも功績を挙げ、天和3年（1683年）には31歳で勘定奉行に任命された。
貞享元年（1684年）の津軽藩惣検地に際しては元締役（実測責任者）に任じられ、徹底的な検地と石盛方法の改訂によって11万石の打ち出しと2万石の藩収入増をもたらしたと伝えられている。徹底した倹約と検地・徴税の強化によって元禄3年（1690年）には大目付に任ぜられた。ところが、元禄8年（1695年）に領内で8万人が餓死したと言われている飢饉の責任を追及され、翌年には全ての職を解任されて馬廻組番頭に左遷された。宝永元年（1704年）、津軽信政は再度武田を勘定奉行に任じるが、信政が没すると新しく藩主となった津軽信寿の不興を買い、正徳2年（1712年）正月、突如全ての役職と俸禄を奪われ、翌月には嫡男と共に切腹を命じられて武田家は断絶した。
藩財政再建のための措置の徹底ぶりに信寿を含めた藩内各層の反発と恨みを買ったこと、武田の権勢は先代藩主信政の寵愛によるところが大きく、信政の病死でそれが失われたことで一気に失脚に向かっていったと考えられている。
1915年（大正4年）、従五位を追贈された。